# Uthumphon
Uthumphon Mahaphon Phinit (tiếng Thái: อุทุมพรมหาพรพินิต, ?-1796), tên là Dok Duea (ดอกเดื่อ), là vị vua của triều Ban Phlu Luang tại vương quốc Ayutthaya. Ông chỉ tại vị trong 2 tháng năm 1758. Ông là em trai của nhị vương Thammathibet và vua Ekkathat. Sử nhà Nguyễn gọi là Chiêu Đốc (昭督).